# Масляха (посёлок)
Масляха — посёлок в Крутихинском районе Алтайского края России. Административный центр Боровского сельсовета.

## История
После образования Колыванская волости, администрация начала работу по формированию Бурлинского округа. Командующий войсками на Колывано-Кузнецкой дистанции Сибирской линии — Иосиф Францевич де Гаррига, был назначен городничим будущего города Бурлинск.
Он пригласил в новый город тех, кто пожелает в нём жить: купцов, мещан и государственных крестьян. В государственном архиве Алтайского края сохранились прошения, поданные людьми, изъявившими желание переехать на новое место жительства. Среди жителей прочих деревень упоминается и деревня Масляха, откуда тоже были поданы прошения о переезде. Хотя Бурлинск так и не стал городом, в ревизских сказках с 1763 по 1782 год упоминаются выходцы из деревни Масляшинской..
В Списке населенных мест Томской губернии за 1911 год также значится деревня Маслиха. Деревня в 1911 году, согласно «Списку», находилась в составе Бурлинской волости Барнаульского уезда (в настоящее время Крутихинский район, Алтайский край).
В современном ойконимическом словаре Л. М. Дмитриева пишет: "Масляха поселок (Крутихинский район). В 1759 г. была основана дер. Масляшинская (Булыгин, 1974, С.139). Хронологические варианты: д. Маслиха, д. Масляшинская, д. Маслянина. Изначально ойконим восходит к антропониму Маслянин, что подтверждается многочисленными историческими исследованиями и архивными данными

## География
Село находится на реке Масляха, возле Новосибирского водохранилища.
Расстояние до районного центра Крутиха 11,7 км, краевого центра Барнаул 231 км.
Ближайший населенный пункт — село Боровое (5 км).

## Население
| 1997 | 1998 | 1999 | 2000 | 2001 | 2002 | 2003 |
| ---- | ---- | ---- | ---- | ---- | ---- | ---- |
| 206  | ↘204 | ↗215 | ↗222 | →222 | ↗224 | ↗241 |
| 2004 | 2005 | 2006 | 2007 | 2008 | 2009 | 2010 |
| ↘227 | ↘223 | ↗236 | ↘224 | ↘194 | ↗240 | ↗241 |
| 2011 | 2012 | 2013 |      |      |      |      |
| ↘235 | ↘225 | ↘222 |      |      |      |      |

## Инфраструктура
Жители посёлка занимаются растениеводством и животноводством, как частным, так и в форме предпринимательства, разводят скот. Есть магазины, кафе «Алтай», фельдшерско-акушерский пункт КГБУЗ Крутихинская ЦРБ. Дети школьного возраста ездят на занятия в село Боровое.

## Транспорт
До ближайшей железнодорожной станции Камень-на-Оби 25 км. Жители села пользуются общественным междугородним и автомобильным транспортом. Возле села проходит федеральная трасса Новосибирск-Барнаул.

## Достопримечательности
В посёлке сохранилась часовня, относившаяся в 1900 году к деревне Масляхинская и приписанная к Никольскому Крутихинскому приходу.